# Anna Geifman
Anna Geifman (Leningrado, 31 ottobre 1962) è una scrittrice, storica e docente statunitense-israeliana nata in Unione Sovietica da una famiglia ebrea. I suoi campi di interesse includono l'estremismo politico, il terrorismo e la storia dei movimenti rivoluzionari russi.

## Biografia
Geifman è nata nel 1962 a Leningrado, Unione Sovietica, e si è trasferita a Boston, Massachusetts, con i suoi genitori nel 1976, quando aveva 14 anni. Ha conseguito la laurea presso la Boston University nel 1984 e il dottorato di ricerca presso la Harvard University nel 1990 con il professor Richard Pipes.
È stata professoressa di storia alla Boston University, dove ha tenuto corsi di laure sulla storia della Russia imperiale, dell'Unione Sovietica, della psicostoria e del terrorismo moderno.
Geifman ha effettuato ricerche e ha scritto sul terrorismo fondamentalista del XX e XXI secolo, sottolineando i modelli psicologici della violenza politica attraverso l'analisi comparativa. Come psicostorica, si è concentrata sugli incentivi al comportamento estremista e sull'impatto della brutalità organizzata sulla vita quotidiana e sulle condizioni emotive dei civili nelle aree colpite dal terrorismo.
Vive in Israele dal 2007 e insegna alla Bar-Ilan University.

### Il suo lavoro
Geifman ha introdotto nel dibattito sul terrorismo il paragone tra i gruppi terroristici russi pre-rivoluzionari e gli autori contemporanei della violenza islamista. Sostiene che in varie parti del mondo, compreso il Medio Oriente, la rete decentralizzata e informale delle cellule di combattimento è molto simile alla rete delle organizzazioni terroristiche russe pre-rivoluzionarie che spesso operavano senza forti legami l'una con l'altra, oltre ad essere tutti ispirati da atteggiamenti nichilisti, distruttivi (e autodistruttivi). 
Geifman minimizza l'importanza delle ideologie rivoluzionarie, concentrandosi non sugli aspetti intellettuali ma su quelli psicologici del terrorismo, che mette in relazione con le difficoltà degli autori nell'affrontare le crisi di identità della modernità e della postmodernità. Sottolinea inoltre le tendenze criminali sia tra i radicali russi che tra i terroristi contemporanei in tutto il mondo.
Secondo Geifman, è un errore l'idea che assumersi le responsabilità del governo modererà gruppi come Hamas e Hezbollah. Una migliore comprensione di come operano i gruppi guidati dall'ideologia e dal terrorismo come tattica può essere ottenuta osservando la rivoluzione bolscevica. Indica il parallelo tra l'impegno di Hamas a costruire le sue "forze di sicurezza" e l'istituzione bolscevica e il finanziamento della Cheka (prima polizia segreta sovietica, precursore del KGB) come prima priorità per ottenere il potere.
Secondo Geifman, le prime vittime di Hamas sono i civili palestinesi, proprio come le prime vittime del regime bolscevico furono i suoi stessi cittadini. “Vuoi sapere cosa succede quando i terroristi salgono al potere? Non appena i terroristi prendono il controllo del governo, iniziano a costruire su ciò che avevano fatto nella clandestinità. Guarda i bolscevichi, che erano terroristi prima di salire al potere nel 1917". Hanno usato la loro vasta esperienza nella violenza per costruire uno stato basato sul terrore.

### Opinioni

#### Positivo
Richard Pipes, professore di storia all'Università di Harvard, ha osservato che l'approccio di Geifman è "una comprensione ad ampio raggio del terrorismo".
Paul Hollander, professore di sociologia all'Università del Massachusetts, scrive che The Beginnings of Modern Terrorism: An Essay on Customs and Mores di Geifman è "uno studio comparativo originale e accuratamente studiato del terrore politico moderno... L'autrice mostra un'eccezionale comprensione della mentalità e della metodologia dei terroristi russi del XIX secolo, dei kamikaze islamici contemporanei e degli estremisti politici in generale”.
Stephen Emerson, direttore esecutivo del Terrorism Research Project (USA), afferma che "l'ultimo libro di Anna Geifman è una lettura obbligata per chiunque cerchi di decifrare la psiche dei terroristi internazionali di oggi".
Secondo lo storico Jean-Francois Colosimo, Anna Geifman ha dato "contributi importanti alla comprensione storica, politica, filosofica e psicologica del terrorismo".

#### Critico
Lo storico russo O. V. Budnitsky, rendendo omaggio al meticoloso lavoro dell'autrice con materiale d'archivio, ha osservato: “Mi sembra che il lavoro di Geifman abbia avuto un impatto negativo su ciò che di solito veniva accusato della scienza storica sovietica: un atteggiamento ideologico. Per lei i rivoluzionari sono solo estremisti che usano ogni mezzo nella lotta contro il potere legittimo. Geifman è interamente dalla parte di questo governo, che a volte rimprovera col senno di poi per non aver preso misure dure in modo tempestivo. A volte sembra che l'autrice stia guardando gli eventi dalla finestra della Questura”.

## Opere

### Libri
- Thou Shalt Kill: Revolutionary Terrorism in Russia, 1894–1917, Princeton (NJ), Princeton University Press, 1993
- Russia under the Last Tsar: Opposition and Subversion, 1894–1917, Oxford, England, Blackwell Publishers, 1999
- Entangled in Terror. The Azef Affair and the Russian Revolution, Wilmington, Delaware, SR Books, 2000
- La mort sera votre dieu! Du nihilisme russe au terrorisme islamiste, Parigi, La Table Ronde, 2005
- Death Orders: The Vanguard of Modern Terrorism in Revolutionary Russia, Praeger Security International, 2010